# Милич
Милич (пољ. Milicz) град је у Пољској у Војводству доњошлеском. По подацима из 2012. године број становника у месту је био 11 874.

## Становништво
| 2012.  |
| ------ |
| 11 874 |

## Партнерски градови
- Фрајтал